# Mission No. X
| Recensione             | Giudizio |
| ---------------------- | -------- |
| AllMusic               |          |
| Encyclopaedia Metallum | 85/100   |
| Truemetal.it           | 72/100   |

Mission No. X è il decimo album in studio della band heavy metal tedesca U.D.O., ed è stato pubblicato nel 2005.
Il disco è stato preceduto dall'EP 24/7.
La canzone "Way of Life" è una ri-registrazione dell'omonima traccia presente nell'album No Limits, e contiene come ospite l'ex chitarrista della band, Mathias Dieth.

## Tracce
1. "The Embarkation"
2. "Mission No. X"
3. "24/7"
4. "Mean Streets"
5. "Primecrime On Primetime"
6. "Eye Of The Eagle"
7. "Shell Shock Fever"
8. "Stone Hard"
9. "Breaking Down The Borders"
10. "Cry Soldier Cry"
11. "Way Of life"
12. "Mad For Crazy"
13. "Rebellion" - bonus track dell'edizione giapponese

## Formazione
- Udo Dirkschneider: voce
- Stefan Kaufmann: chitarra
- Igor Gianola: chitarra
- Fitty Wienhold: basso
- Francesco Jovino: batteria

### Altri musicisti
- Mathias Dieth: chitarra (traccia 11)